# ÖBB 4706/4734/4736
Die Reihen 4706, 4734 und 4736 der Österreichischen Bundesbahnen (ÖBB) sind künftige elektrische Doppelstocktriebzüge aus der Fahrzeugplattform KISS der Firma Stadler Rail.
Die Reihe 4706 bezeichnet die Fernverkehrsvariante (Railjet), 4734 und 4736 sind für den Regionalverkehr (Cityjet) vorgesehen. Bei allen Baureihen gibt die letzte Ziffer die Anzahl der Wagen an, also vier oder sechs.
Die Regionalverkehrsvariante soll ab dem Fahrplanwechsel im Dezember 2025 im Großraum Wien eingesetzt werden. Die Fernverkehrsvariante soll im Jahr 2026 folgen.
Die Bestellungen wurden aus einem Rahmenvertrag der ÖBB-Personenverkehr mit Stadler über bis zu 186 Triebzüge abgerufen, welcher im Jahr 2022 geschlossen wurde. Bisher wurden aus diesem Rahmenvertrag 89 vierteilige und 20 sechsteilige Garnituren in der Regionalverkehrsvariante KISS 160 sowie 14 sechsteilige in der Fernverkehrsvariante KISS 200 bestellt. Zusätzlich kommen aus dem Rahmenvertrag drei fünfteilige KISS 200 für den City Airport Train (CAT).
Die für die ÖBB vorgesehenen Triebwagen sollen eine Zulassung für Österreich, die Slowakei, Deutschland, Tschechien und Ungarn erhalten.
Die Garnituren für den Nah- und Regionalverkehr werden mit dem Cityjet-Design versehen, für die Fernverkehrvariante ist das Railjet-Design vorgesehen und bei den Zügen für den City Airport Train das CAT-Design.

## Geschichte

### Ausschreibung
Am 14. Mai 2019 veröffentlichten die Österreichischen Bundesbahnen (ÖBB) eine Ausschreibung über einen Rahmenvertrag zum Ankauf neuer doppelstöckiger Elektrotriebzüge. Die Vergabe verzögerte sich zuerst wegen der Neuwahlen in Österreich bis in das Jahr 2021. Nachdem die Firma Stadler Rail als Bestbieter bestimmt worden war, beeinspruchte die Firma Alstom als Mitbewerber diese Entscheidung. Das Bundesverwaltungsgericht erklärte daraufhin wegen eines Formfehlers die Vergabe als nichtig. Stadler hätte bei seinem Angebot eine nicht zulässige elektronische Unterschrift verwendet, die von Alstom beeinspruchten Punkte wurden vom Gericht jedoch nicht bestätigt. Aufgrund des Urteils zog die ÖBB die Vergabe im September 2021 zurück und startete die Ausschreibung neu. Stadler beeinspruchte dies im Oktober 2021 und erhielt im Februar 2022 vom Verwaltungsgericht recht. Damit war die Vergabe an Stadler Rail rechtsgültig. Der Rahmenvertrag gilt für die Beschaffung von bis zu 186 Doppelstocktriebzügen des Typs KISS, die als vier-, fünf- und sechsteilige Einheiten für 160 km/h und optional für 200 km/h zugelassene Höchstgeschwindigkeit gebaut werden können.

### Bestellungen
Der erste Abruf mit einem Umfang von 600 Millionen Euro erfolgte am 7. April 2022 und umfasste 20 sechsteilige sowie 21 vierteilige Triebzüge. Diese sind für die Ostregion (Wien, Niederösterreich, Burgenland) vorgesehen und sollen dort ab 2026 zum Einsatz kommen und ältere Nahverkehrs-Doppelstockwagen ersetzen.
Im Juli 2023 wurde bekanntgegeben, dass von den ÖBB bereits zuvor am 11. Mai 2023 der Abruf von 14 sechsteiligen Garnituren KISS 200 für den Fernverkehr sowie von 21 vierteiligen Garnituren KISS für den Einsatz im Nahverkehr erfolgte.
Am 12. Oktober 2023 wurde bekannt, dass die City Air Terminal Betriebsgesellschaft drei Stadler KISS 200 in der fünfteiligen CAT-Variante aus dem Rahmenvertrag der ÖBB abgerufen hatte.
Am 6. August 2024 wurden von den ÖBB weitere 47 vierteilige Garnituren aus dem Rahmenvertrag abgerufen. Somit sind bislang 126 der 186 Fahrzeuge aus dem Rahmenvertrag abgerufen worden.

### Inbetriebnahme
Im April 2024 wurde der erste Triebzug für die Inbetriebnahme von St. Margrethen nach Erlen überführt.
Mit den Garnituren 4734 101 und 4736 101 werden die jeweils ersten KISS-Triebzüge im Eisenbahnversuchszentrum Velim getestet. Im Februar 2025 wurden Bilder der Railjet-KISS veröffentlicht.
Während Testfahrten des Triebzugs 4736 103 auf dem Eisenbahnversuchsgelände Velim in Tschechien kam es am 12. Februar 2025 zu einem Zwischenfall. Aufgrund eines Kupplungsproblems zwischen dem Messzug und dem KISS entgleisten die beiden vorderen Wagen des insgesamt sechsteiligen KISS. Auch die Lokomotive, ein Siemens Vectron, wurde bei dem Vorfall beschädigt. Es kam zu keinen Personenschäden, die Ursache des Kupplungsversagens wird untersucht.

## Tranchen
Aus dem Rahmenvertrag von bis zu 186 Fahrzeugen wurden bisher folgende Fahrzeuge abgerufen:
| Anzahl | Abruf   | Teile    | Art     | Nummerierung | Anmerkung | Einsatzbeginn | Auslieferung bis |
| ------ | ------- | -------- | ------- | ------------ | --------- | ------------- | ---------------- |
| 21     | 4/2022  | 4-teilig | Cityjet | 4734 101–121 | KISS160   | ab 12/2025    | 2026             |
| 20     | 4/2022  | 6-teilig | Cityjet | 4736 101–120 | KISS160   | ab 12/2025    | 2026             |
| 21     | 7/2023  | 4-teilig | Cityjet | 4734 122–142 | KISS160   |               | 2027             |
| 14     | 7/2023  | 6-teilig | Railjet | 4706 101-114 | KISS200   | ab 2026       | 2027             |
| 3      | 10/2023 | 5-teilig | CAT     | 4705         | KISS200   | ab 2027       |                  |
| 47     | 8/2024  | 4-teilig | Cityjet | 4734 143–189 | KISS160   |               | 2030             |

## Galerie

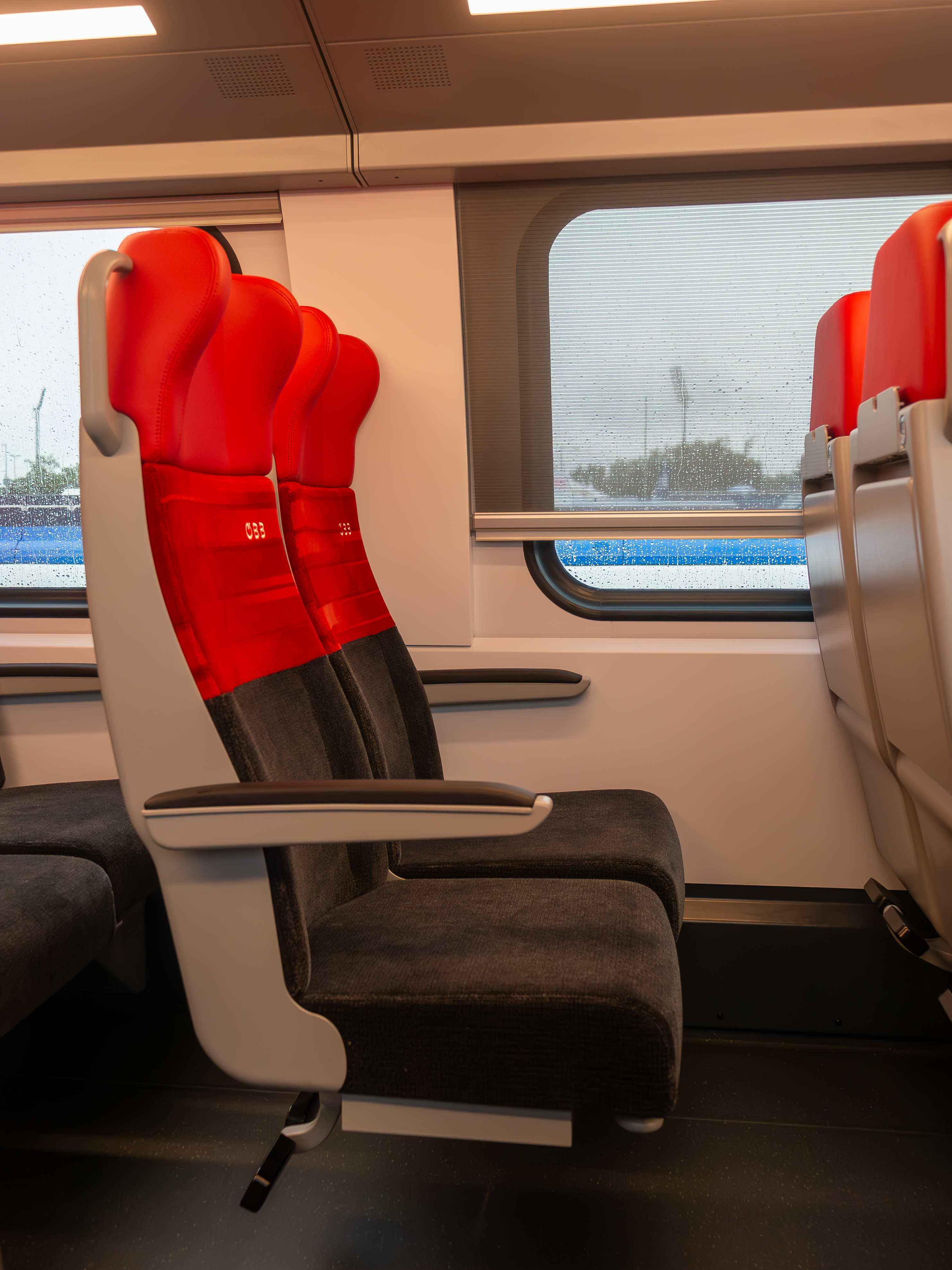
Passagiersitze in der zweiten Klasse (Oberdeck)
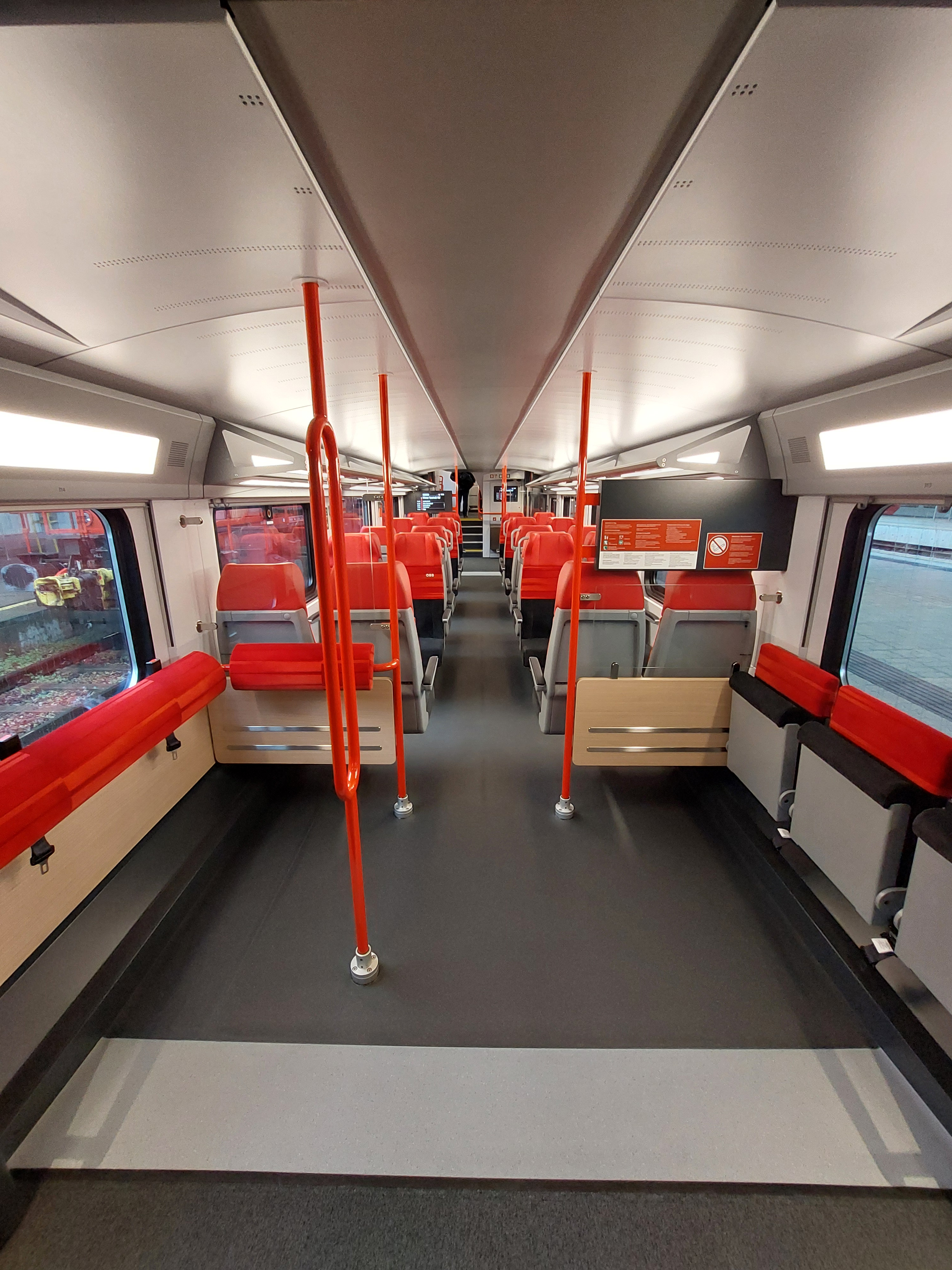
ÖBB 4736 Innenraum mit Multifunktionsbereich (Unterdeck)
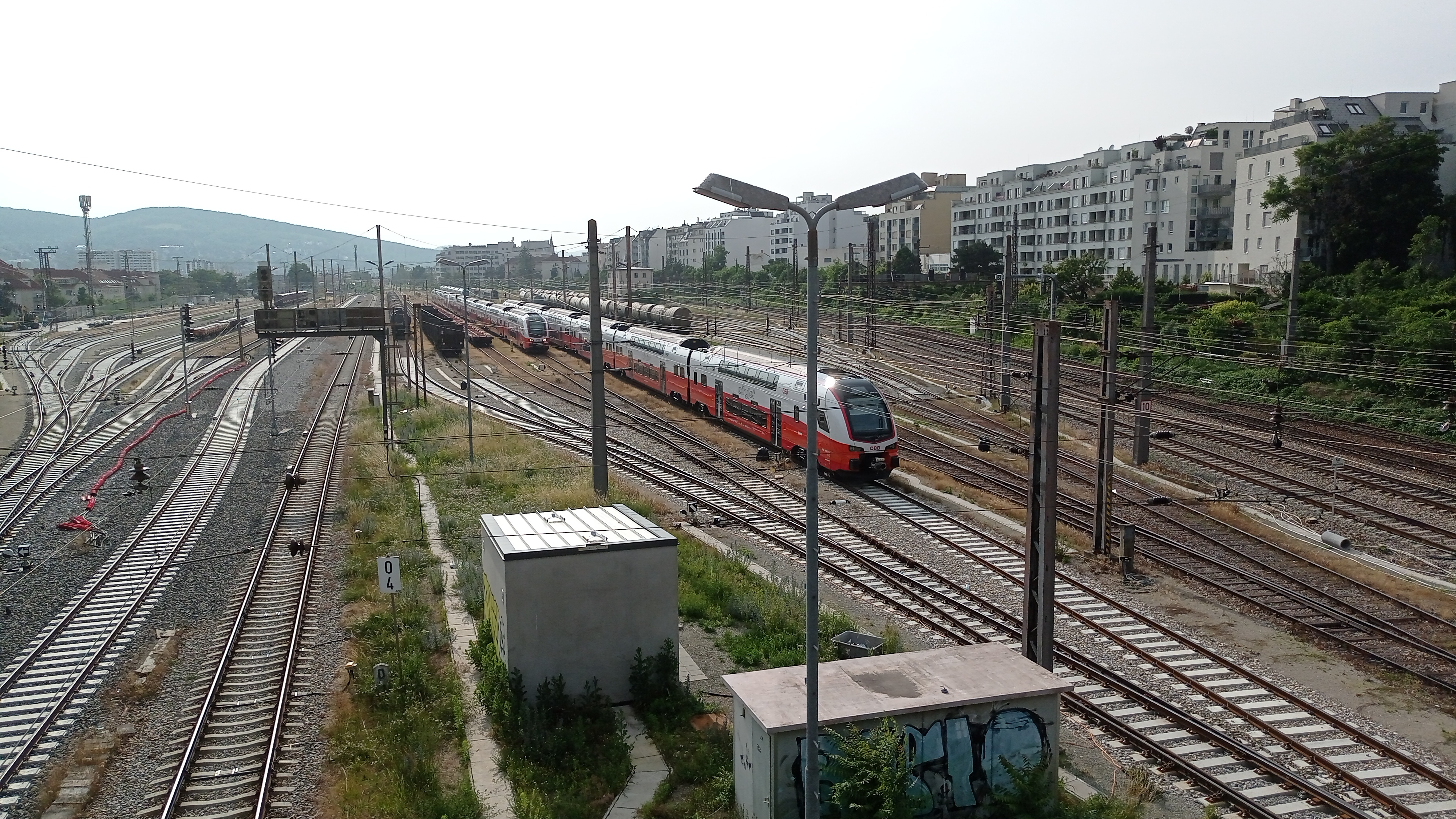
ÖBB 4736-006 und ÖBB 4736-001 im Penzinger Frachtenbahnhof